# 福井県道272号金津丸岡線
福井県道272号金津丸岡線（ふくいけんどう272ごう かなづまるおかせん）は、福井県あわら市から同県坂井市丸岡町にいたる一般県道である。

## 概要
2018年（平成30年）9月に全線開通した国道8号 福井バイパスの最後の開通区間に並行する旧道である。2019年（平成31年）4月1日、道路維持管理業務を国土交通省（近畿地方整備局福井河川国道事務所福井国道維持出張所）より福井県（三国土木事務所）へ移管すると同時に国道指定を解除、一般県道として改めて新規認定された。
国道であった時期に途中の曲折部はなかったが、県道化後に両市境近くの瓜生交差点がY字路から丁字路へ改修され、本路線起点側から終点方向へは右折する形となった（直進方向は福井県道147号瓜生今福線）。

### 路線データ
- 起点：福井県あわら市笹岡（国道8号との交点）
- 終点：福井県坂井市丸岡町玄女（同上）
- 延長：5.3 km
- 車線数：2車線

## 交差する道路
- あわら市笹岡（笹岡交差点） - 国道8号（北方向：現道、南方向：福井バイパス）
- あわら市前谷（前谷交差点） - 福井県道110号北野松岡線
- あわら市瓜生（瓜生交差点） - 福井県道147号瓜生今福線
- 坂井市丸岡町玄女（玄女交差点） - 国道8号（福井バイパス）